# ジョヴァンニ・バルシア
ジョヴァンニ・バルシア（Giovanni  Barcia、1829年 - 1912年）は、イタロ＝アルバニアン・カトリック教会の司教 。

## 人物
南イタリアのパラッツォ・アドリアーノで生まれる。1902年4月24日に在イタリアアルバニア人によって創設された東イタリア＝アルバニアカトリック教会のシチリアの司教に当時の教皇であったレオ13世により、任命された 。
同年6月24日にバルシアはヴィンチェンツォ・ヴァンヌテッリ枢機卿によって、共同奉献者であるジュスティーノ・アダミ大司教と、アンティオキ・アウレディスロー・ミハルザレスキーのラテン総主教によって奉献される。
レオ13世は彼にクロエの名誉ある見方を与え、東イタリア＝アルバニアカトリック教会を10年間率いた。バルシアはナポリに住み、カラブリアのサン・アドリアーノ大学の学長でもあった。バルシアは、カラブリア地震の影響を受けた人々を救済するためのイタリア聖職者委員会の委員長でもあった。